# اچ‌دی ۱۹۰۹۸۴
اچ‌دی ۱۹۰۹۸۴ یک ستاره است که در صورت فلکی طاووس قرار دارد.